# 누리공
| 이름   | 이름     | 이름        | 도감번호            | 성비                    |
| 한국어 | 일본어   | 영어        | 도감번호            | 성비                    |
| 누리공 | アシマリ | Popplio     | 전국 728 알로라 007 | 수컷: 87.5% 암컷: 12.5% |
| 포켓몬 | 타입     | 분류        | 신장                | 체중                    |
| 누리공 | 물       | 강치 포켓몬 | 0.4m                | 7.5kg                   |

| 특성(숨겨진 특성은 *) |                                                             |
| 급류                  | HP가 1/3 이하일 때, 물 타입 공격기의 위력이 1.5배 상승한다. |
| *촉촉보이스           | 소리 계열 기술이 물 타입이 된다.                            |

《누리공》(Popplio, 일본어: アシマリ 아시마리[*])은 포켓몬스터 시리즈에 등장하는 가공의 캐릭터(몬스터)다.

## 특징
약간 우쭐해하는 포켓몬으로 배틀에서 주목을 받을수록 힘을 발휘하지만 평소에는 열심히 물의 벌룬을 만드는 연습을 하는 노력하는 면도 있다.
시속 40km이상으로 헤엄치며 육상보다 수중에서 움직임이 능숙하다. 헤엄치는 스피드는 시속 40km를 넘는다.
콧김을 사용하여 벌룬을 만들 수 있다. 배틀에 그 벌룬을 사용한 다양한 전술을 펼친다. 육상에서도 벌룬의 탄력을 사용해서 점프하고 아크로바틱한 움직임도 가능하다.
7세대 스타팅 포켓몬 중 물타입 포켓몬. 레벨 17에 키요공으로 진화한다.

## 애니메이션에서의 누리공
《포켓몬스터 썬&문》1화에서 수련이 가진 포켓몬으로 등장한다. 106화에서는 키요공으로 진화하고, 120화에서는 가이오가를 진정시킴과 동시에 누리레느로 최종진화한다.

## 키요공 & 누리레느
키요공(Brionne, 일본어: オシャマリ 오샤마리[*])의 분류는 아이돌포켓몬이다.
누리공의 진화형으로 레벨 17에 진화한다.
열심히 댄스를 연습하며 무리의 동료를 흉내내면서 댄스를 배운다. 때로는 인간에게 배울 때도 있다. 외울 수 있을 때까지 열심히 연습하는 노력가다.
벌룬을 이용한 교란 공격이 가능하며 춤을 추면서 벌룬을 연달아 만든다. 배틀에서는 댄스로 상대를 교란하면서 벌룬을 내리쳐 폭발시켜서 데미지를 준다.
동료와의 호흡은 척척 맞아서 처음 만난 동료와도 호흡이 맞는 댄스를 출 수 있다. 달이 떠 있는 밤에는 많은 키요공들이 일제히 춤을 추는 모습을 볼 수도 있다.
언제나 밝고 긍정적인 성격으로 자신이 슬픈 기분이 들 때도 감정을 겉으로 드러내지 않는다. 진심으로 마음을 연 트레이너나 포켓몬에게만 슬픈 표정을 보인다고 한다.
레벨 34에 누리레느로 진화한다.
누리레느(Primarina, 일본어: アシレーヌ 아시레느[*])의 분류는 솔리스트포켓몬이다. 포켓몬스터 시리즈에 등장하는 가공의 캐릭터(몬스터)다.
누리공의 최종 진화형으로 키요공이 레벨 34에 진화한다. 페어리타입이 추가되고 외모도 더 여성스러워진다.
춤을 추며 물의 벌룬을 주위에 펼치고 노랫소리의 음파로 조종한다. 그 모습 때문에 누리레느는 가희로 불린다. 특히 달빛이 반사되어 반짝이는 벌룬은 환상적인 스테이지처럼 아름답다.
아름다운 노랫소리로 벌룬을 조종하는 누리레느에게 목을 다치는 것은 중대한 문제가 된다. 건조지대에서나 계속되는 싸움으로 인한 혹사는 금물이다.
누리레느의 노래에는 다양한 바리에이션이 있어 저마다 벌룬의 움직임이 다르다. 노래는 주변의 동료로부터 배우기 때문에 무리에 따라 다른 것으로 알려져 있다.
2종류의 벌룬을 구사하여 싸운다. 누리레느가 사용하는 벌룬에는 만져도 터지지 않는 것과 만지면 터지는 것이 있다.
터지지 않는 벌룬으로 점프해서 상대를 농락하고 터지는 벌룬으로 연쇄 폭발을 일으킨다.
물거품아리아는 누리레느와 라프라스만이 배울 수 있는 물타입 특수 기술이다. 이 기술을 받은 상대는「화상」상태가 회복된다.